# Deprimiert
Mit dem Adjektiv deprimiert wird im psychopathologischen Befund laut AMDP-System (Merkmal 63) ein Zustand negativer Befindlichkeit festgehalten, gleichbedeutend mit niedergedrückt oder niedergeschlagen. Laut AMDP-System wird damit ein Spektrum an Gefühlen beschrieben, das von Selbstauskünften: „Ich bin traurig“, bis zu einer „entsetzlichen, unbeschreiblichen inneren Qual“ reichen kann. Damit soll eine Stimmung beschrieben werden. Als Zwischenstufen können auch Unbehagen, Sorge, Gram oder Hilflosigkeit beschrieben werden. Das geschilderte Symptom ist nicht mit depressiv zu verwechseln, da die Depression ein Syndrom ist, das aus mehreren Symptomen besteht. Deprimiertheit ist lediglich ein einzelnes Symptom einer Depression, das alleine noch nicht ausreicht, um die Diagnose einer Depression zu stellen.

## Erhebung
Ob der Patient deprimiert ist, soll laut AMDP-System sowohl durch Befragung als auch aufgrund der Beobachtung beurteilt werden. Laut dem Leitfaden zur Erfassung des psychopathologischen Befundes, der ein halbstrukturiertes Interview beschreibt, kann der Patient allgemein nach der „augenblicklichen Stimmung“ befragt werden. Es kann aber auch konkreter nachgefragt werden mit den Worten: „Sind Sie traurig?“, oder „Fühlen Sie sich niedergeschlagen.“

## Schweregrad
Im AMDP-System wird ein Hinweis auf die Beurteilung des Schweregrades gegeben.
- Leicht: Von einer leichten Stimmungsveränderung sei auszugehen, wenn der Patient zwar angibt, dass die Stimmung sich im Sinne der Definition verändert hat, obwohl sein Verhalten nur wenig Hinweise darauf gibt.
- Schwer: Von einer schweren Stimmungveränderung sei auszugehen, wenn bereits von der Körperhaltung und Bewegungen, wie Mimik und Gestik, offensichtlich darauf geschlossen werden kann.